# Kerim Frei
Kerim Frei Koyunlu (Feldkirch, 19 november 1993) is een Turks-Zwitsers-Marokkaans voetballer die bij voorkeur als vleugelspeler speelt. Frei debuteerde in 2012 in het Turks nationaal elftal.

## Clubcarrière

### Fulham
Frei stroomde in 2011 door vanuit de jeugd van Fulham, waarvoor hij op 7 juli 2011 van dat jaar in het eerste elftal debuteerde in de eerste ronde van de UEFA Europa League, tegen NSÍ Runavík. Hij verving die wedstrijd na tweeënzeventig minuten Andrew Johnson. Op 21 september 2011 mocht Frei in het League Cup-duel tegen Chelsea voor het eerst in de basis beginnen. Zijn competitiedebuut voor het eerste elftal maakte hij op 10 december 2011. Uit bij Swansea City verving hij Moussa Dembélé. Frei maakte zijn eerste officiële doelpunt voor Fulham tegen Odense BK, in de UEFA Europa League.

### Verhuur aan Cardiff City
Op 26 oktober 2012 verhuurde Fulham Frei aan Cardiff City, dat destijds in de Championship uitkwam. Op 22 november 2012 keerde hij terug naar Fulham. Hij speelde in totaal drie wedstrijden voor de club uit Cardiff, dat later dat seizoen promoveerde naar de Premier League.

### Beşiktaş
In september 2013 vertrok Frei voor vier seizoenen naar Beşiktaş.

### Birmingham City
Na vier seizoenen Beşiktaş vertrok Frei in januari 2017 naar Birmingham City.

### İstanbul Başakşehir
Na een half seizoen Birmingham City vertrok Frei in juli 2017 voor vier seizoenen naar Istanbul Başakşehir, waarin hij in juni 2019 verhuurd werd aan Maccabi Haifa en in januari 2020 aan FC Emmen.

### FC Emmen
In januari 2021 tekende Frei op transfervrije basis een eenjarig contract bij FC Emmen.

### Fatih Karagümrük
In juni 2021 werd bekendgemaakt dat Frei zijn loopbaan voort zou zetten bij Fatih Karagümrük, de nummer acht van de Süper Lig in het voorgaande seizoen.

## Interlandcarrière
Frei vertegenwoordigde diverse Zwitserse en Turkse jeugdelftallen, maar besloot in juni 2012 om voor de hoofdmacht van Turkije uit te komen. Op 14 november 2012 debuteerde hij hiervoor in een oefeninterland tegen Denemarken. Hij viel na zesenzestig minuten in voor Caner Erkin.

## Erelijst
| Süper Lig | 1x | 2015/16 |

## Privé
Frei werd geboren in het Oostenrijkse Feldkirch. Zijn vader is een Turk en zijn moeder is Marokkaanse. Hij groeide op in Zwitserland.